# Medal jubileuszowy „65-lecia wyzwolenia Republiki Białorusi spod okupacji niemiecko-faszystowskiej”
Medal jubileuszowy „65-lecia wyzwolenia Republiki Białorusi spod okupacji niemiecko-faszystowskiej” (biał. Юбілейны медаль «65 год вызвалення Рэспублікі Беларусь ад нямецка-фашысцкіх захопнікаў») – białoruskie odznaczenie państwowe ustanowione 4 grudnia 2008 roku.

## Zasady nadawania
Medal został ustanowiony Dekretem Prezydenta Republiki Białorusi nr 670 z dnia 4 grudnia 2008 roku.
Do odznaczenia medalem uprawnieni są:
- weterani Wielkiej Wojny Ojczyźnianej;
- cudzoziemcy i bezpaństwowcy – uczestnicy Wielkiej Wojny Ojczyźnianej, uczestnicy ruchu partyzanckiego i podziemnego na Białorusi w czasie Wielkiej Wojny Ojczyźnianej, także zamieszkujący na stałe poza granicami Republiki Białorusi, którzy bezpośrednio brali udział w walkach o wyzwolenie Białorusi od niemiecko-faszystowskich najeźdźców;
- żołnierze Sił Zbrojnych Republiki Białorusi, innych oddziałów i formacji uzbrojonych, urzędnicy służby cywilnej i inne osoby, które wniosły znaczący wkład w wychowanie historyczne i patriotyczne obywateli Republiki Białorusi, utrwalenie pamięci o poległych, organizację imprez jubileuszowych poświęconych obchodom wyzwolenia Republiki Białorusi od niemiecko-faszystowskich najeźdźców.

## Opis odznaki
Na awersie znajduje się wizerunek pomnika Twierdza-bohater na tle wyżłobionej w skale pięcioramiennej gwiazdy na terenie Twierdzy Brzeskiej. U podnóża pomnika znajduje się rysunek Orderu Wojny Ojczyźnianej, a po obu stronach gwiazdy daty 1944 i 2009.
Na rewersie znajduje się napis w języku białoruskim 65 ГОД ВЫЗВАЛЕ́ННЯ РЭСПУ́БЛІКІ БЕЛАРУ́СЬ АД НЯМЕ́ЦКА-ФАШЫ́СЦКІХ ЗАХО́ПНІКАЎ (pol. „65-lecie wyzwolenia Republiki Białorusi spod okupacji niemiecko-faszystowskiej”), nad którym umieszczono – po obu stronach liczby 65 – wstęgę w barwach wstęgi św. Jerzego i ponownie datami 1944 oraz 2009. Pod napisem znajduje się mała wypukła pięcioramienna gwiazda.
Medal zawieszony jest na pięciokątnej zawieszce obciągniętej wstążką. Lewą stronę wstążki tworzą naprzemienne czarne i pomarańczowe paski (kolory wstęgi św. Jerzego), a prawą szerszy czerwony i węższy zielony pas (barwy flagi Białorusi).